# Christnersee
Der Christnersee ist ein kleiner Baggersee in Kahl am Main im Landkreis Aschaffenburg in Unterfranken.

## Beschreibung
Der Christnersee liegt in Kahl am Main hinter dem Bahnhof an den Sportplätzen der Paul-Gerhardt-Schule. Südlich des Sees verläuft in einem Bogen die Trasse der Kahlgrundbahn. Der etwa anderthalb Hektar große See gehört zur Kahler Seenplatte. Im Gegensatz zu einigen anderen naheliegenden Seen entstand der Christnersee nicht als Braunkohletagebau.
Beim Bau der Kahlgrundbahn im Jahr 1897, durch das Eisenbahnbau- und Betriebsunternehmen H. Christner aus Hanau, wurde am Kahler Streckenende eine Sand- und Kiesgrube eröffnet. Der Ingenieur Hermann Christner vermachte diese 1904 seinem Sohn Albert Christner. Er verkaufte den Betrieb im Jahr 1928 an die Gemeinde Kahl, die den Abbau weiterführte. Nach Schließung der Grube füllte sich die Geländemulde mit Grundwasser und der Christnersee, benannt nach Hermann Christner, entstand.
Der See wird heute vom örtlichen Angelverein genutzt. Der Christnersee ist ein Biotop und zunehmend von Verlandung bedroht.